# IRTRA
IRTRA (Instituto de Recreación de los Trabajadores de la Empresa Privada de Guatemala) es una Institución guatemalteca dedicada a proveer esparcimiento y recreación con excelencia en el servicio. Un miembro del IRTRA tiene el derecho, con su tarjeta de identificación (Carnet de Afiliado), a entrar de forma gratuita a los distintos parques con un máximo de 5 miembros de la familia (padres, esposo(a), e hijos). Los que no son afiliados y también los turistas extranjeros pueden utilizar las instalaciones del IRTRA, pagando su boleto de entrada en las taquillas de ingreso a los parques.

## Historia
El IRTRA fue creado por el decreto 1528 del Congreso de la República de Guatemala en 1962. Tiene el objetivo de brindar un servicio de excelencia a la comunidad, especialmente a los trabajadores de la empresa privada y sus familias, así como contribuir al turismo interno y extranjero.
Hasta finales de 1950, en Guatemala no se contaba con lugares especializados y adecuados para la recreación organizada de los trabajadores y sus familias.
En 1960 surgió la idea entre algunos empresarios de Guatemala, de crear una institución para llenar ese vacío en la recreación, dedicada especialmente a los colaboradores de la empresa privada y brindarles la oportunidad de utilizar de forma positiva su tiempo de descanso laboral para compartirlo con su familia.
Fue así como los empresarios presentaron al gobierno central, de forma voluntaria, la propuesta para formar un comité que estudiara, presentara y promoviera una ley que le diera vida a una institución que brindara al trabajador recreación sana en lugares idóneos. Se integró el primer comité de trabajo el 27 de junio de 1960 que tuvo representación de prominentes empresarios y fue denominado “Comité de Recreación para los Trabajadores”.
El segundo comité formado en agosto de 1960, ya tenía personería jurídica, de la misma manera integrado por otro grupo de empresarios y fue llamado “Comité Pro Recreación de los Trabajadores”. El tercer comité que contaba con un grupo distinto de empresarios tomó posesión en mayo de 1961 y se denominó “Comité Pro Creación y Financiamiento de Centros de Recreación de los Trabajadores de la Industria y el Comercio”.
En abril de 1961 tomó posesión el comité que elaboró el proyecto de ley que posteriormente le dio vida al IRTRA.
El 1 de julio de 1961, entró en vigencia el Decreto n.º 1528 del Congreso de la República que contiene la Ley de Creación del Instituto de Recreación de los Trabajadores de Guatemala, desde ese entonces el IRTRA se ha desempeñado como una entidad autónoma de derecho público, con personería jurídica cuyo régimen económico se sustenta exclusivamente con los aportes realizados por los patronos de la empresa privada. En el inicio el aporte de los patronos representaba el valor de un día de salario ordinario por cada trabajador, lo que equivalía al tres por millar.
Posteriormente, de nuevo los empresarios de forma voluntaria, presentaron la propuesta de modificar el Decreto 1528, para ampliar sus aportes al 1% mensual sobre sueldos y salarios ordinarios y extraordinarios pagados a sus trabajadores (cuota patronal IRTRA). También cambió su nombre a Instituto de Recreación de los Trabajadores de la Empresa Privada de Guatemala. Las reformas a la ley anterior se encuentran contenidas en el Decreto 43-92 del Organismo Legislativo que entró en vigor el 1 de agosto de 1992.
Los fondos que percibe el IRTRA de los patronos afiliados, está orientado para que los trabajadores de la iniciativa privada de Guatemala tenga Recreación Familiar de Excelencia, por quienes su patrono paga una contribución (cuota patronal IRTRA) que les da derecho a entrar gratis a todas las atracciones del parque. A los turistas o personas que no pagan este impuesto tiene que pagar un monto aproximadamente de Q 100 (12. 00 dólares) por boleto de ingreso a los parques (existen ofertas de ingresos multiparque para un mismo día).

## Instalaciones

### Xocomil

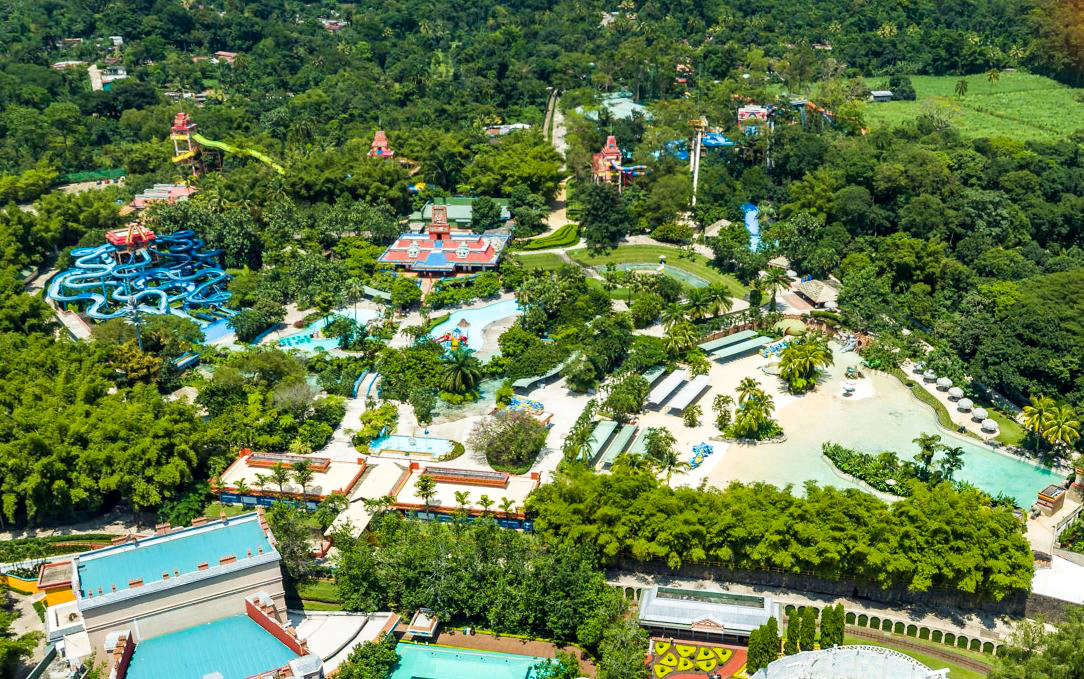
Xocomil.

Parque Acuático Xocomil en San Martín Zapotitlán, en Retalhuleu (180 km al oeste de la Ciudad de Guatemala por carretera del litoral pacífico).
Inaugurado el 14 de noviembre de 1,997. Se realizó una ampliación que se inauguró el 12 de noviembre de 2,005. Tiene capacidad para atender a 8,500 visitantes simultáneos. Consiste en una serie de atracciones en el agua como: piscinas, piscinas con olas, toboganes, río continuo, etc. Este parque acuático, es uno de los parques más hermosos de Latinoamérica, con un ambiente tipo selvático y gracias al clima cálido de Retalhuleu. (Se encuentra situado en la región Sur Occidental de Guatemala. Limita al norte con Quetzaltenango, al sur con el Océano Pacífico), es un parque acuático ideal para divertirse en cualquier temporada del año con toda la familia.
El nombre Xocomil significa “viento fuerte que sopla sobre el agua” y proviene de las voces mayas: tzutujil y cackchiquel; se le dio este nombre al parque acuático porque el movimiento del agua de todas las atracciones, produce la diversión que te hace vivir.
Este parque fue galardonado como "Mejor parque del Mundo" en la categoría de innovación por la World Waterpark Association (Asociación Mundial de Parques Acuáticos)en 1998.
En 2008 fue nombrado como Parque del Año por la revista Amusement Today, una revista importante para la industria de la diversión. www.amusementToday.com

### Xetulul

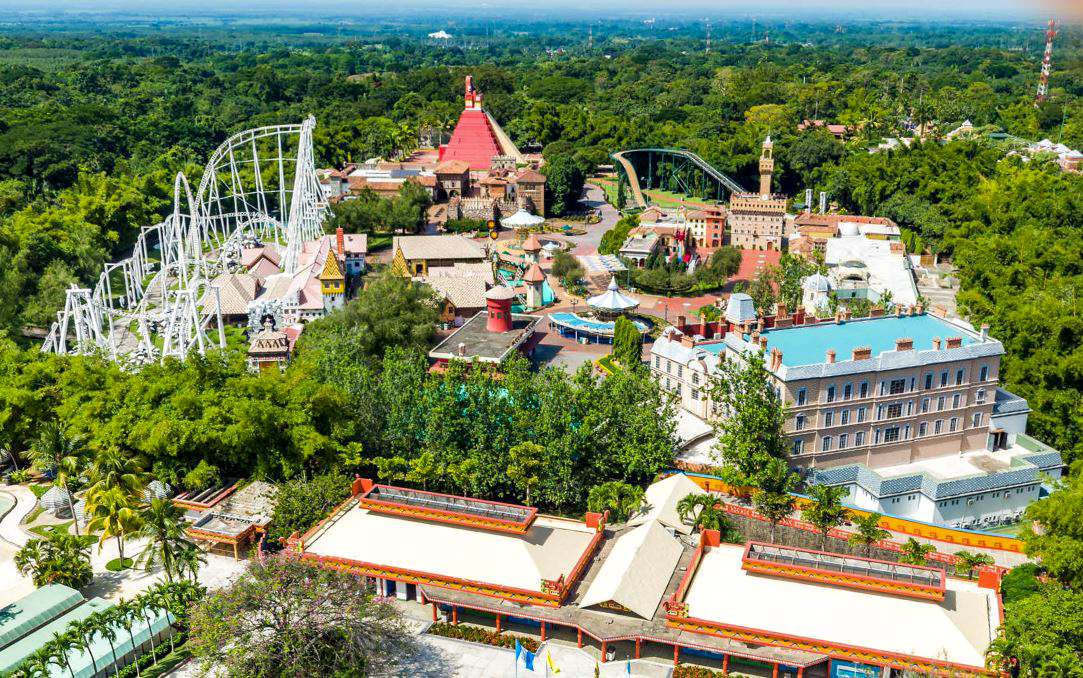
Xetulul.

Xetulul ha sido uno de los parques de diversiones más importantes en Guatemala. Fue inaugurado el 29 de junio de 2002. Tiene una capacidad para recibir a 12,000 personas concurrentes.
El parque está dividido en 9 plazas temáticas, 3 referente a Guatemala que son la plaza chapina, la plaza Maya, y pueblo guatemalteco, y 4 con temáticas de los países europeos; Italia, Alemania-Suiza, Francia y España, además en 2014 se ignauraron 2 plazas más; mundo fantacia y pueblo caribeño que tiene temática con el Caribe , cuenta con una replica del Castillo de San Felipe de Lara
Entre las atracciones principales de este parque esta la montaña rusa “avalancha” que llega a velocidades de 85 km por hora en un recorrido de casi 900 metros, con 8 inversiones incluidas durante su recorrido y caídas desde 30 metros de altura, lo que la convierte en la montaña rusa más grande de Centro América. Otra de las atracciones principales es Le Gran Theatre es un teatro en la plaza francesa donde se monta un show de magia e ilusionismo al mero estilo de Las Vegas, con capacidad de 465 personas. Además cuenta con restaurantes para el gusto de todos sus visitantes. Otro lugar para conocer es la réplica de la Fontana di Trevi, réplica del Hotel Danieli de Venecia, réplica de la pirámide "El Gran Jaguar" de Tikal, y muchas edificaciones más.
Este parque ganó el premio más importante en el mundo que se entrega a Parques de Diversiones: El Applause Award, en noviembre de 2008.

### Mundo Petapa

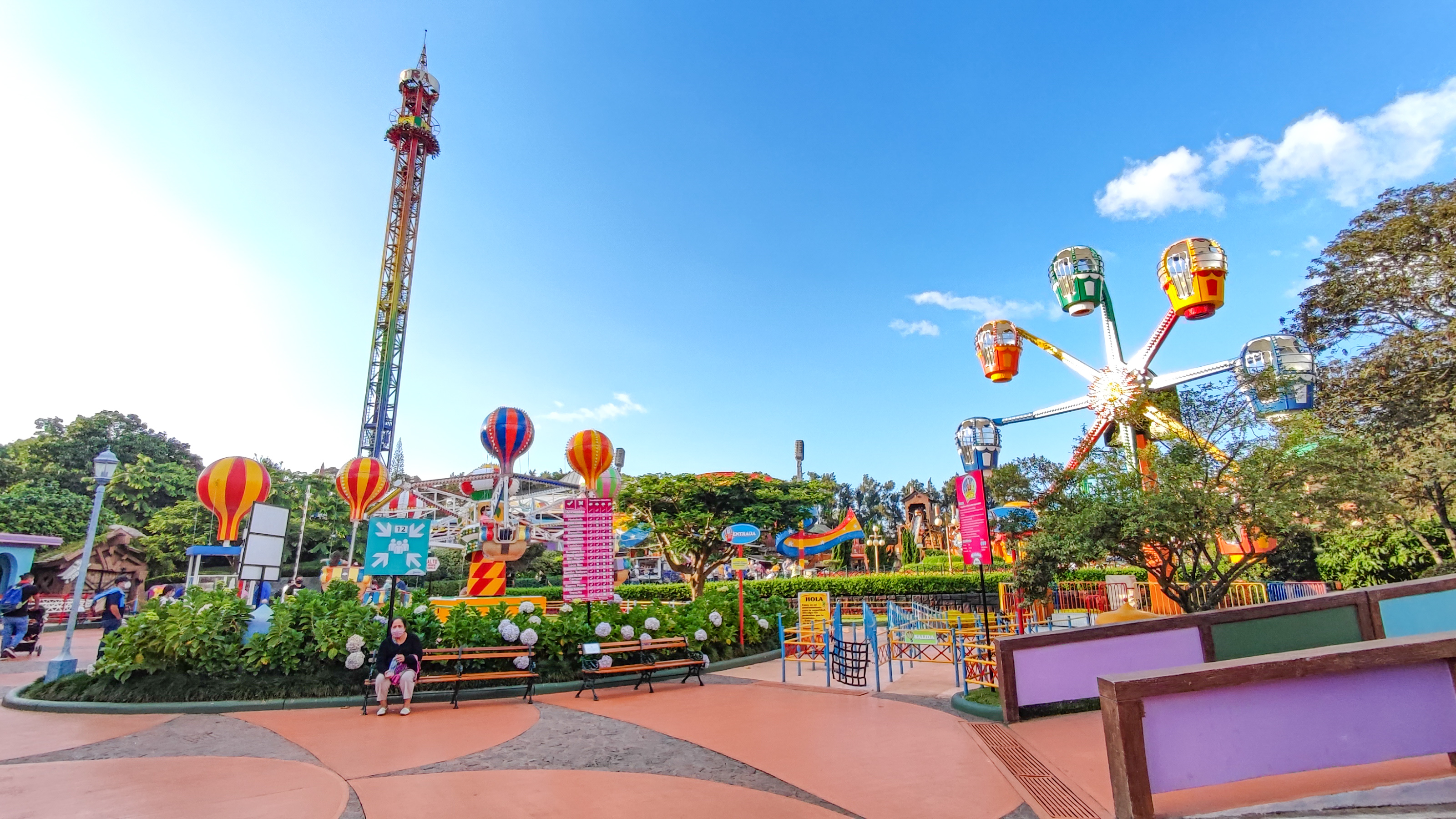
Mundo Petapa.

Antes llamado IRTRA Petapa, es un parque de diversiones en la Ciudad de Guatemala, (Avenida Petapa Sur, entre 41 y 43 calles de la zona 12). Fue inaugurado el 26 de marzo de 1976 y reinaugurado en el 13 de agosto de 2010 (ampliación y mejoras en áreas de diversiones). Ahora tiene más capacidad ya que puede atender a más 12,500 visitantes concurrentes, juegos de diversiones como: Remolino y Troncosplash (juegos con agua), Motobala (montaña rusa con velocidad de 60 km/h en 2 segundos), Rascacielos con una altura de 54 metros, y otros juegos que te inyectarán adrenalina en la sangre por las emociones. Otro atractivo nuevo en el parque es la Plaza Mi Barrio, con edificios que nos hace retroceder en la historia de Guatemala y conocer costumbres y tradiciones que se fomentaban en aquellos tiempos.

### Xejuyup

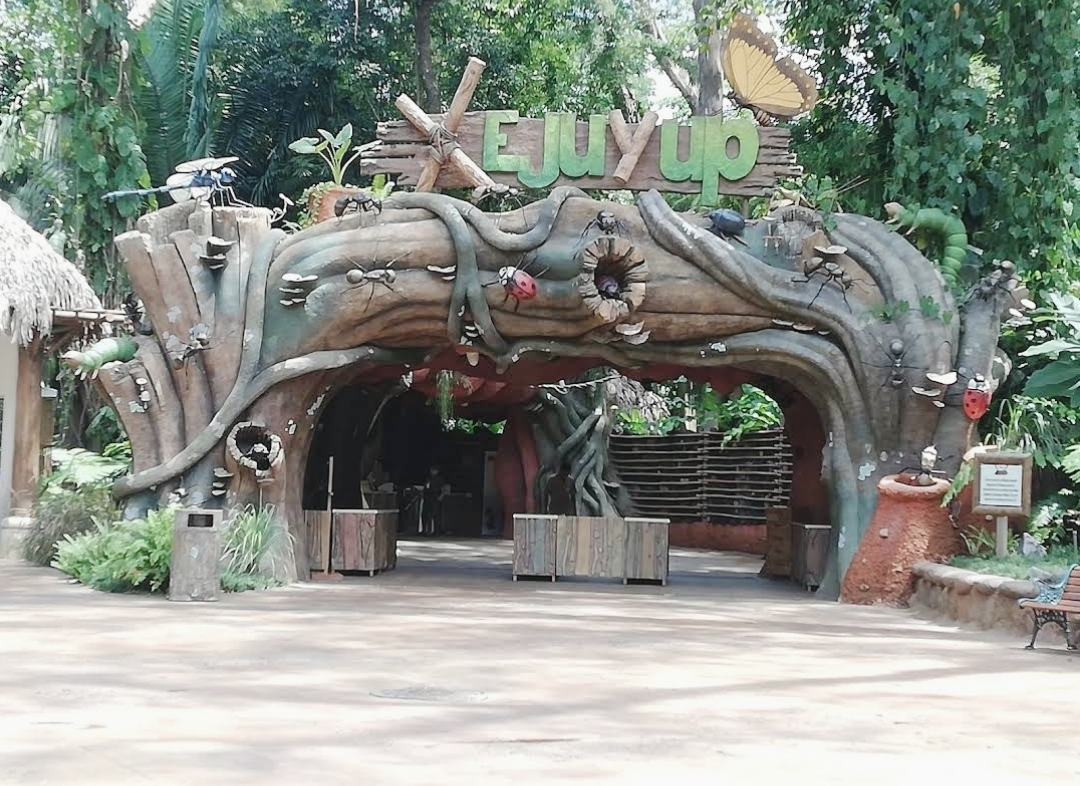
Xejuyup.

Parque de Aventuras Xejuyup en San Martín Zapotitlán, en Retalhuleu (180.5 km al oeste de la Ciudad de Guatemala).
Inaugurado el 23 de marzo de 2019. Consiste en una serie de atracciones en una área ecológica, vecina al Hostal "Aldea de la Selva".
Cuenta con diferentes tipos de juegos y plazas, permitiéndole al visitante acercarse más a un mundo ecológico y de aventuras.
Este parque de aventuras, es uno de los parques más hermosos de Latinoamérica, con un ambiente tipo selvático y gracias al clima cálido de Retalhuleu, ideal para divertirse en cualquier temporada del año con toda la familia.
El nombre Xejuyup significa “al pie del cerro” y proviene de las voces mayas: en quiché y cakchiquel. El parque temático de aventuras ofrece más de 13 atracciones entre ellas un zoológico, un museo del huevo, un resbaladero gigante y una catarata. Las instalaciones ocupan un área de 49 mil metros cuadrados, con restaurantes, enfermería, vestidores, teatro al aire libre para 250 personas, lavandería y una piscina en forma de poza. Además, el parque está rodeado de naturaleza y todos sus senderos tienen una ambientación musical.
“Xejuyup es un parque temático, diferente a otras atracciones, se basa en un centro que nos introduce al bosque y la selva”, expresó Ricardo Castillo, presidente del IRTRA.

### Hostales del IRTRA
Complejo hotelero "Hostales del IRTRA" en San Martín Zapotitlán (directamente en Xocomil y Xetulul)
Fue Inaugurado el 5 de diciembre de 1987. Se ha desarrollado por fases. Hasta la fecha en sus distintos Hostales se ha atendido a cerca de 5 Millones de personas.
(El mejor lugar)

#### Hostal San Martín (Complejo de 4 edificios estilo Colonial)
- Cuenta con 192 habitaciones
- La primera fase fue inaugurada el 11 de mayo de 1991
- La segunda el 11 de febrero de 1995.

#### Hostal La Ranchería (Boungalows estilo Campestre)
- Cuenta con 48 cabañas (96 habitaciones)
- Desde noviembre de 1997 a diciembre de 2004 se ha construido en cuatro fases y reciben los nombres de: Los Sunzales, El Conacaste, Los Voladores y Los Cushines.

#### El Hostal Santa Cruz (Complejo de 10 edificios estilo Mediterráneo-Griego)
- Cuenta con 172 habitaciones
- Fue inaugurado el 1 de enero de 2000.

#### El Hostal Palajunoj
Complejo de 5 edificios tematizados con las culturas ubicadas en los bosques húmedos en el mundo, se tienen representadas las siguientes: Polinesio, Indonesio, Africano, Maya  y  Tailandés.
- Cuenta con 212 habitaciones
- Fue inaugurado el 25 de febrero del año 2,006.

#### Club Deportivo y SPA “Los Corozos”
Consiste en un complejo polideportivo con servicios adicionales, se inauguró el 8 de marzo de 2008, posee:
- 3 canchas de tenis
- 2 canchas de squash
- 2 canchas de racquetball
- 2 canchas de bádminton al aire libre
- Gimnasio completo
- Sala de aerobics
- 4 pistas profesionales de boliche
- Juego de ajedrez gigante
- Tiendas de souvenirs, de cosméticos y pro shop de artículos deportivos
- SPA de hombres y mujeres
- Salón de belleza
- Casa club
- Salas de descanso
- Salón vip
- Restaurante. Estos servicios.
- SPA para niñas

### El Hostal Aldea de la Selva
Se encuentra desarrollado en un área de cuarenta y tres mil setecientos diez metros cuadrados (43,710,00 m²), dentro del complejo hotelero y de parque de diversiones del IRTRA, a 180.5 km de la ciudad de Guatemala, ruta Retalhuléu a Quetzaltenango. 
Cuenta con un edificio de administración que incluye recepción para huéspedes, ofrece 106 habitantes, para albergar a un total de 440 huéspedes.
Esta nueva área de hospedaje tiene las siguientes opciones de alojamiento como entretenimiento, Teatro al aire libre Las Chicharras, Piscina, El Peñasco, piscina familiar tematizada donde podrán disfrutar de un área para tomar el sol. Restaurantes y snack bars. 
Servicios:
•Administración y recepción.
•Garita de ingreso y egreso.
•120 parqueos distribuidos en las diferentes áreas.
•Tienda de recuerdos La Bellota.
•Estación de tren con 2 recorridos:
1. Recorrido hacia Los Hostales y sus restaurantes.
2. Recorrido hacia los parques de diversiones Xetulul y acuático Xocomil.
•Servicios sanitarios, vestidores y duchas.
•Amplios jardines y senderos peatonales.
Cabañas, Cabaña especial, Cabaña con mezanine, Cabañas múltiples, Cabañas con 2 habitaciones, Casas en árbol, Chozas, Carpas o tiendas de acampar, Carretas, etc.
Es un grato placer hospedarse en estas instalaciones.

### IRTRA Agua Caliente
Baños termales, piscina, baño de vapor natural y parque recreativo Agua Caliente, (a 30 km por la carretera al Atlántico, al noreste de la Ciudad de Guatemala). Fue inaugurado el 16 de mayo de 1967. Tiene capacidad para atender a 3,000 visitantes simultáneamente. Se encuentra actualmente cerrado por remodelación general, para brindar a futuro un parque de recreaciones de nivel mundial y se estima la apertura para finales 2025 por la magnitud de la obra.

### IRTRA Amatitlán
Parque recreativo IRTRA Amatitlán se ubica a la orilla del Lago de Amatitlán, (carretera al océano pacífico, al sur de la Ciudad de Guatemala dista a 31 km). Fue inaugurado el 3 de septiembre de 1963. Tiene capacidad para atender a 2,500 visitantes, y consta de 2 piscinas, área de eventos, cafetería, muelle en el lago de Amatitlán para programar viajes en lancha alrededor del lago y otras áreas de recreación familiar y deportivas.

## Cultura IRTRA

### Desarrollo de la Cultura del IRTRA
- IRTRA participa en una industria totalmente nueva en Guatemala (recreación familiar)
- Desarrolla a su propio personal para la operación de los parques
- Capacita en los empleos de los parques de diversiones y turismo a personal que antes tenía como actividad principal la agricultura.
- El diseño, creatividad y construcción realizado solamente por guatemaltecos.
- Fidelización de sus trabajadores para generar ellos la fidelización de sus clientes externos que caracterizan al parque de recreación como el sitio turístico más visitado de la zona en que se ubica.

### Breve resumen de la Cultura IRTRA
La Cultura IRTRA es el resultado de las normas, costumbres y valores que se desarrollaron a través del tiempo y son compartidos y puestos en práctica por el personal. Son el sello que identifica a la organización. En los que destacan:
1. La hospitalidad.
2. La honradez e integridad en el manejo de los recursos y en las relaciones interpersonales.
3. El respeto y la solidaridad.
4. La innovación (entendida como apertura a nuevas, creativas y diversas ideas).
5. La higiene y seguridad.
6. El valor superior de las normas de calidad en: seguridad, cortesía, actuación y eficiencia en instalaciones y servicios.
7. La convicción de que la recreación y el comportamiento familiar son factores de una superior calidad de vida.

Los puntos críticos para el mantenimiento de esta “CULTURA DE LA HOSPITALIDAD” son:
1. Conocer sobre seguridad: Las personas deben estar seguras en el IRTRA, tanto en las instalaciones, como en juegos y caminamientos.
2. La limpieza: higiene no solo es salud y estética, es cortesía pura.
3. Sonreír: es la llave que abre puertas de amistad y da valor humano a los visitantes.
4. Conocer las respuestas: aunque no sean de su área de responsabilidad: todo colaborador debe ser un amable orientador y un guía para el huésped.
5. Presentarse y saludar: el huésped confía más en las personas que le dicen quiénes son y se presentan amigablemente.
6. Preguntar: permite conocer opciones y preferencias de los clientes
7. Anticiparse a los deseos de los huéspedes: estar listos para dar un servicio adicional, sin que lo pidan. Esto no es impertinencia, sino genuino interés por ellos.

Por esta razón se ha diseñando el programa de CULTURA IRTRA, así como programas puntuales de capacitación, para los distintos puestos de trabajo que existen en el Instituto a todo nivel.
El objetivo es que el huésped quede satisfecho y haya vivido una experiencia inolvidable. La meta es brindar diversión, recreación, hospitalidad y esparcimiento de óptima calidad para los visitantes. Se genera valor agregado por medio de brindar todo aquel servicio adicional y que promueva dejar al cliente agradablemente sorprendido
Se tiene el programa de fidelización que consiste en mantener la lealtad del cliente a través de mantener los niveles de servicio por arriba del 95% de satisfacción. Funciona a través de variables de medición que son relevantes para el cliente y que están contenidos en la Cultura Irtra, y la medición se hace por medio de encuestas cara a cara al visitante.

## Reconocimientos

### Applause Award
El premio más prestigioso a nivel mundial en la industria de Parques de Diversiones otorgado al parque temático, IRTRA XETULUL, en noviembre de 2008

### World Water Park Association
Fue otorgado en 1,998 por la Junta Directiva de la World Water Park Association, como el "Mejor Parque Acuático del Mundo" en la categoría de Innovación, al Parque Acuático IRTRA XOCOMIL.

### Golden Ticket
También IRTRA Xocomil le fue otorgado el "Golden Ticket", como "Parque del Año" por la revista Amusement Today, septiembre de 2008.

### IRTRA
- La Orden del Quetzal  en el grado de Gran Cruz, la más alta condecoración que otorga el gobierno de Guatemala, 26 de agosto de 2008
- El  Galardón a la Productividad y Competitividad  por INTECAP. Diciembre de 2004
- Gran Mérito Civil  otorgado por las organizaciones de la empresa privada de Guatemala CACIF. Año 2002
- El Club Rotario Guatemala Oeste le entregó un reconocimiento como  Entidad Privada Ejemplar  el 28 de octubre de 1999.
- El  Premio EFFIE  otorgado a IRTRA, por AMA (American Marketing Association) a Xetulul a la eficacia en marketing y publicidad. Agosto de 2007[2]
- Arroba de Oro Guatemala otorgado por Prensa Libre, al mejor sitio web en la categoría de Hoteles, Restaurantes y Turismo. Julio de 2006
- Arroba de Oro Guatemala  otorgado por Prensa Libre, al mejor sitio web en la categoría de Entretenimiento. Julio de 2006.
- El de mayo de 1991, en el acto de inauguración de Los Hostales del Parque Vacacional Tzapotitlán, el expresidente de la República de Guatemala, Jorge Serrano Elías le otorgó al Presidente del IRTRA, Señor Ricardo Castillo Sinibaldi, la Orden del Quetzal en Grado de Gran Oficial, por su efectiva labor al frente del IRTRA.